# Henning Deters
Henning R. Deters (* 1968 in Essen) ist ein deutscher Manager.

## Leben
Deters studierte nach seinem Abitur am Gymnasium Essen-Überruhr von 1988 bis 1994 Wirtschaftswissenschaften an der Westfälischen Wilhelms-Universität Münster. Ein Studium der Corporate Strategy & Change Management an der Azusa Pacific University in Azusa, Kalifornien/USA, beendete er mit einem Master of Business Administration (MBA).
1995 wurde er für die E.ON Ruhrgas AG tätig, ab 1997 im Gaseinkauf. 2002 wurde er Direktor des Gaseinkaufs Zentraleuropa. 2006 wurde Deters Direktor des Gaseinkaufs Zentraleuropa und Geschäftsführer und Sprecher der E.ON Gastransport & Co. KG und der E.ON Gastransport Management GmbH. Im Dezember 2007 wurde er Verkaufsleiter der E.ON Ruhrgas AG, vom 1. April 2008 bis 1. Oktober 2009 hatte er die Leitung des Gasverkauf und Marketing inne. Von 2008 bis 2011 war er Mitglied des Vorstands der E.ON Ruhrgas AG mit Verantwortung für Technologie und Infrastruktur. Er war Aufsichtsratsvorsitzender von Open Grid Europe (ehem. E.ON Gastransport GmbH) und bis 29. Juni 2010 Aufsichtsratsmitglied der GASAG Berliner Gaswerke AG. Seit November 2010 war er Mitglied des Aufsichtsrates des Energie- und Wasserdienstleisters Thüga AG.
Seit dem 1. Oktober 2011 ist er Vorstandsvorsitzender der Gelsenwasser AG in Gelsenkirchen, eines der größten Trinkwasserversorgungsunternehmen Deutschlands.
Henning Deters lebt in Essen, ist verheiratet und Vater von zwei Kindern.